# Jay i Cichy Bob kontratakują
Jay i Cichy Bob kontratakują (ang. Jay and Silent Bob Strike Back) – amerykański film komediowy z 2001 roku. Pierwszy film Kevina Smitha w całości poświęcony Jayowi i Cichemu Bobowi, którzy wcześniej pojawiali się w epizodycznych rolach w pozostałych filmach reżysera. Parodia popularnych hollywoodzkich projektów, m.in. Gwiezdnych wojen czy Krzyku. Film opowiada o dwójce przyjaciół, którzy dowiadują się, że potężna amerykańska wytwórnia filmowa chce zekranizować komiks, którego są bohaterami.

## Fabuła
Jay i Cichy Bob, znani jako postacie drugoplanowe z filmów Kevina Smitha, awansowali do rangi głównych bohaterów. Jay (Jason Mewes) jest szczupły i gadatliwy, Bob (Kevin Smith) jest otyły i nic nie mówi. Obaj zamieszkują New Jersey, gdzie stoją całe dnie pod jednym z sklepów spożywczych i handlują marihuaną; Jay zabija czas opowiadając sprośności, jest erotomanem-gawędziarzem. W filmie W pogoni za Amy Jay i Bob zostali bohaterami komiksu. Teraz dowiadują się przypadkiem, że komiks jest ekranizowany w Hollywood. Po dłuższej chwili dociera do nich, że ktoś powinien im za to zapłacić. Ruszają więc do Kalifornii, aby upomnieć się o swoje. Podróż przez całe Stany Zjednoczone to dla nich wyzwanie, gdyż całe życie spędzili stojąc pod sklepem i nic nie wiedzą o świecie w którym żyją. Wszystkie drogi prowadzą jednak do Hollywood, więc Jay i Bob w końcu tam dotrą – angażują się po drodze w mnóstwo filmowych sytuacji i poznają wiele znanych postaci amerykańskiego kina.

## Obsada
- Jason Mewes jako Jay
- Kevin Smith jako Cichy Bob
- Ben Affleck jako Holden McNeil/on sam
- Shannon Elizabeth jako Justice
- Will Ferrell jako policjant Marshal Willenholly
- Eliza Dushku jako Sissy
- Ali Larter jako Chrissy
- Jennifer Schwalbach Smith jako Missy
- Chris Rock jako Chaka Luther King
- Jason Lee jako Brodie Bruce/Banky Edwards
- Brian O’Halloran jako Dante Hicks
- Jeff Anderson jako Randal Graves
- Jamie Kennedy jako asystent Chaki
- Carrie Fisher jako zakonnica
- Matt Damon jako on sam
- Wes Craven jako on sam
- Mark Hamill jako on sam/Scooby-Doo
- Gus Van Sant jako on sam
- Diedrich Bader jako ochroniarz
- Seann William Scott as Brent
- George Carlin jako autostopowicz
- Judd Nelson jako szeryf
- Jon Stewart jako Reg Hartner
- Shannen Doherty jako ona sama
- Jason Biggs jako on sam
- James Van Der Beek jako on sam
- Ever Carradine jako matka Jaya
- Joey Lauren Adams jako Alyssa Jones
- Dwight Ewell jako Hooper LaMont
- Alanis Morissette jako Bóg
- Marc Blucas jako chłopak w vanie
- Morris Day jako on sam